# Casa Santomaso
Casa Santomaso è un edificio civile veneziano sito nel sestiere di Dorsoduro e affacciato sul Canal Grande tra Palazzo Orio Semitecolo Benzon e Palazzetto Nani Mocenigo, poco distante dalla Basilica di Santa Maria della Salute.

## Architettura
Edificio dal tipico aspetto quattrocentesco, è caratterizzato da forme gotiche e rinascimentali. Nella parte di sinistra si distinguono monofore e una trifora, in quella di destra ogive gotiche. La struttura culmina in un grande abbaino.